# Stadskanaal
Stadskanaal (phát âmⓘ) là một đô thị ở đông bắc Hà Lan.

## Các trung tâm dân cư
Alteveer, Barlage, Blekslage, Braamberg, Ceresdorp, Höchte, Holte, Horsten, Kopstukken, Mussel, Musselkanaal, Onstwedde, Oomsberg, Smeerling, Stadskanaal, Sterenborg, Ter Maarsch, Ter Wupping, Veenhuizen, Vledderhuizen, Vledderveen, Vosseberg và Wessinghuizen.